# Rio Jaci Paraná
O Jaci Paraná é um rio no estado de Rondônia, no Brasil. É um afluente do Rio Madeira, que ingressa no Jaci Paraná no município de Porto Velho.
Os afluentes do rio Jaci Paraná surgem nos 216,568 hectares (535,150 hectares) do Parque Estadual Guajará-Mirim, criado em 1990. O rio forma o limite ocidental da 197,364 hectares (487,700 hectares) Reserva Extrativista Jaci Paraná, criada em 1996.